# CobraNet
CobraNet est un système développé pour transmettre de nombreux canaux audio par un réseau standard Ethernet. CobraNet a été créé initialement par Peak Audio, une petite société de spécialistes en audio.